# George McClellan
George Brinton McClellan (Philadelphia, 3. prosinca 1826. – Orange, New Jersey, 29. listopada 1885.), američki general i političar. Glavni zapovjednik vojske Sjedinjenih Američkih Država, odnosno Unije ili Sjevera, u prve dvije godine, 1861. i 1862., Američkog građanskog rata. 

## Životopis
Rođen u Philadelphiji, McClellan je najprije pohađao Sveučilište u Pennsylvaniji, a zatim je prešao na Vojnu akademiju West Point. Diplomirao je na West Pointu 1846., kao 2. u klasi. Isprva je dodijeljen u vojni rod inženjerije. Služio je u Američko-meksičkom ratu, 1846. – 1848., pod zapovjedništvom Winfield Scotta. 1848. – 1851. predavač je vojne inženjerije na West Pointu.1855. – 1856. bio je kao promatrač u Krimskom ratu proučavajući najmoderniji europski način ratovanja. 16. siječnja 1857. McClellan napušta vojsku i počinje se baviti, kao inženjer, izgradnjom cesta.
Po izbijanju građanskog rata, 1861., vraća se u vojnu službu. Prvo je dobio zapovjedništvo vojske u državi Ohio. Prvi borbeni zadatak je bila okupacija zapadnog dijela države Virginia, koja je htjela ostati u Uniji. McClellan je porazio vojsku Konfederacije u dvije manje bitke i postao poznat u cijeloj zemlji kao Young Napoleon of the West (Mladi Napoleon zapada).
Nakon teškog poraza Unije u prvoj bitci kod Bull Runa, 21. srpnja 1861., predsjednik Abraham Lincoln ga je 26. srpnja 1861. unaprijedio u zapovjednika Vojske Potomaca (velika vojska Unije koja se nalazila u blizini Washingtona). McClellan je ubrzo podigao borbeni moral i vojnu disciplinu. 1. studenog 1861. McClellan je, nakon što je Winfield Scott otišao u mirovinu, postao vrhovni vojni zapovjednik vojske Unije.
Početkom 1862. nestrpljenje je počelo rasti jer je McClellan odbijao s vojskom krenuti u napad. Tvrdio je da vojska nije još potpuno spremna. Lincoln je požurivao McClellana da napadne i ovaj je krenuo prema Richmondu (Virginia) s jugoistoka. Ovaj vojni pohod je poznat kao Poluotočna kampanja, 4. travnja - 1. srpnja 1862. Prva faza kampanje završila je velikom i neodlučnom bitkom kod Seven Pinesa, 31. svibnja-1. lipnja 1862., između McClellana i Josepha Egglestona Johnstona. Johnston je bio teško ranjen pa ge je zamijenio Robert Edward Lee. Iako se McClellan približio Richmondu na samo nekoliko kilometara nije ga uspio zauzeti. Nakon niza krvavih okršaja poznatih kao Sedmodnevna bitka, 25. lipnja - 1. srpnja 1862., McClellan se povukao. Iako nije bio niti jednom direktno poražen u bitci, zapravo je postigao i nekoliko manjih pobjeda, McClellan je od Lincolna bio žestoko kritiziran zbog nedostatka agresivnosti i precjenjivanja snage neprijatelja. Kada se približio Richmondu na samo nekoliko kilometara, McClellan je za 2 do 3 puta precijenio snagu neprijatelja.
Lincoln je bio odlučan da smijeni McClellana pa osniva novu vojsku, dijelom McClellanove ljude a dijelom nove kojima je zapovijedao general John Pope. Pope je krenuo na Richmond sa sjeveroistoka ali je doživio poraz od Leeja u drugoj bitci kod Bull Runa, 29. – 30. kolovoza 1862. Lee je tada krenuo s vojskom prema državi Maryland koja je bila na strani Unije ali je bila i robovlasnička.
2. rujna 1862. Lincoln je postavio McClellana za zapovjednika nad vojskom Johna Popea. McClellan je s vojskom krenuo u susret Leeju. Iako je čuo vijesti da je Lee vojsku poslao u dva smjera McClellan se nije požurio prije nego što se vojska Konfederacije ponovno spoji. Da spriječi Leejev ulazak u Maryland, čime bi bio ugrožen i Washington, McCellan je napao Leeja u bitci kod Antietama, 17. rujna 1862. McClellan je prisilio Leeja na povlačenje ali nije krenuo u potjeru za njim, a u toku bitke nije angažirao sve snage već je držao golemu rezervu.5. studenog 1862. McClellan je smijenjen s dužnosti zapovjednika. Dužnost je preuzeo general Ambrose Everett Burnside, 9. studenog. McClellan nikada više nije zapovijedao vojskom.
McClellan je bio predsjednički kandidat Demokratske stranke na američkim predsjedničkim izborima 1864. za predsjednika Sjedinjenih Američkih Država, ali je poražen od Abrahama Lincolna. 1878. – 1881. bio je guverner države New Jersey.